# Slade Cutter
Slade Deville Cutter (ur. 1 listopada 1911, zm. 9 czerwca 2005) – amerykański dowódca okrętów podwodnych z czasów drugiej wojny światowej, drugi po Richardzie O’Kane najskuteczniejszy dowódca amerykańskiej floty podwodnej podczas działań podwodnych na Pacyfiku.
Absolwent United States Naval Academy. W okresie przedwojennym, uchodził za gwiazdę akademickiego futbolu amerykańskiego.
W czasie wojny na Pacyfiku pełnił funkcję I oficera na USS „Pompano” (SS-181) oraz „Seahorse” (SS-181), po pierwszym patrolu tego ostatniego jednak, objął jego samodzielne dowództwo. Zgłosił zatopienie 21 jednostek japońskich o łącznym tonazu 142 300 ton, jednak wg powojennej weryfikacji JANAC, udało mu się zatopić 19 jednostek o łącznym tonażu 72 000 ton.